# Q-Analogon
Ein {\displaystyle q}-Analogon (Pl. {\displaystyle q}-Analoga) ist ein mathematischer Begriff, welcher insbesondere in der Kombinatorik auftritt. Ein {\displaystyle q}-Analogon verallgemeinert dabei eine mathematische Aussage mit Hilfe eines zusätzlichen Parameters {\displaystyle q}, so dass man im Fall {\displaystyle q\to 1} wieder die ursprüngliche Aussage erhält. Der Begriff spielt auch eine wichtige Rolle in der Theorie der speziellen Funktionen insbesondere in der Theorie der {\displaystyle q}-Polynome.

## Elementare Beispiele
Eine natürliche Zahl {\displaystyle n} besitzt das {\displaystyle q}-Analogon
{\displaystyle [n]_{q}:={\frac {1-q^{n}}{1-q}}=1+q+q^{2}+\cdots +q^{n-1},}
da {\displaystyle \lim _{q\rightarrow 1}[n]_{q}=n}.

### Kombinatorik

#### q-Fakultät
Die {\displaystyle q}-Fakultät ist für {\displaystyle n>0}
{\displaystyle [n]_{q}!:=[n]_{q}[n-1]_{q}\cdots [1]_{q}=\prod \limits _{k=1}^{n}{\frac {1-q^{k}}{1-q}},}
und {\displaystyle [0]_{q}!:=1}.
Durch ausmultiplizieren erhält man
{\displaystyle [n]_{q}!=1\cdot (1+q)\cdots (1+q+\cdots +q^{n-2})\cdot (1+q+\cdots +q^{n-1}).}

#### q-Pochhammer-Symbol
Das {\displaystyle q}-Pochhammer-Symbol, auch {\displaystyle q}-Shiftfakultät genannt, ist
{\displaystyle (a;q)_{n}:=\prod \limits _{k=1}^{n}(1-aq^{k-1})}
oder allgemeiner
{\displaystyle (a_{1},a_{2},\ldots ,a_{m};q)_{n}:=(a_{1};q)_{n}(a_{2};q)_{n}\ldots (a_{m};q)_{n}.}

#### q-Binomialkoeffizient
Der {\displaystyle q}-Binomialkoeffizient ist
{\displaystyle {\binom {n}{k}}_{q}:={\frac {[n]_{q}!}{[k]_{q}![n-k]_{q}!}}=\prod \limits _{j=1}^{k}{\frac {(1-q^{n-j+1})}{(1-q^{j})}}.}

#### Eigenschaften
Es gilt
{\displaystyle [n]_{q}!={\frac {(q;q)_{n}}{(1-q)^{n}}}}
und
{\displaystyle {\binom {n}{k}}_{q}={\frac {(q;q)_{n}}{(q;q)_{k}(q;q)_{n-k}}}.}

## q-Spezielle Funktionen

### q-hypergeometrische Funktion
Das {\displaystyle q}-Analogon der verallgemeinerten hypergeometrischen Funktion ist die {\displaystyle q}-hypergeometrische Funktion
{\displaystyle \;_{r}\phi _{s}\left[{\begin{matrix}a_{1}&a_{2}&\ldots &a_{r}\\b_{1}&b_{2}&\ldots &b_{s}\end{matrix}};q,z\right]=\sum _{n=0}^{\infty }{\frac {(a_{1},a_{2},\ldots ,a_{r};q)_{n}}{(q,b_{1},b_{2},\ldots ,b_{s};q)_{n}}}z^{n}\left(-q^{(n-1)/2}\right)^{n(s+1-r)}.}

#### q-orthogonale Polynome
Die stetigen {\displaystyle q}-Hermitischen Polynome {\displaystyle \{H_{n}(x\mid q)\}} sind durch folgende Rekursion gegeben
{\displaystyle 2xH_{n}(x\mid q)=H_{n+1}(x\mid q)+(1-q^{n})H_{n-1}(x\mid q)}
mit Anfangswerten
{\displaystyle H_{0}(x\mid q)=1,H_{1}(x\mid q)=2x.}

## Analysis
Das {\displaystyle q}-Analogon der Exponentialfunktion ist
{\displaystyle e_{q}^{x}:=\sum \limits _{n=0}^{\infty }{\frac {x^{n}}{[n]_{q}!}}.}

### q-Kalkül
Das {\displaystyle q}-Analogon der Ableitung einer Funktion {\displaystyle f} ist die Q-Differenz
{\displaystyle (D_{q}f)(x)={\frac {f(x)-f(qx)}{(1-q)x}},}
dadurch entsteht das sogenannte {\displaystyle q}-Kalkül. 

#### q-Taylorreihe
Das {\displaystyle q}-Analogon von {\displaystyle (x-a)^{n}} ist
{\displaystyle (x-a)_{q}^{n}:=\prod \limits _{k=0}^{n-1}(x-q^{k}a),}
zusammen mit der {\displaystyle q}-Differenz und der {\displaystyle q}-Fakultät lässt sich nun ein {\displaystyle q}-Analogon zur Taylorreihe für {\displaystyle f} herleiten
{\displaystyle f(x)=\sum \limits _{n=0}^{\infty }{\frac {D_{q}^{n}f(a)(x-a)_{q}^{n}}{[n]_{q}!}}.}